# Brama Zamkowa w Lubece

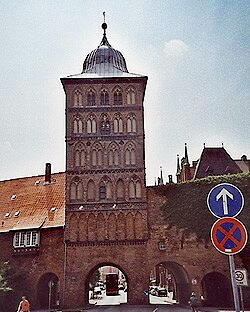
Brama Zamkowa (niem. Burgtor)

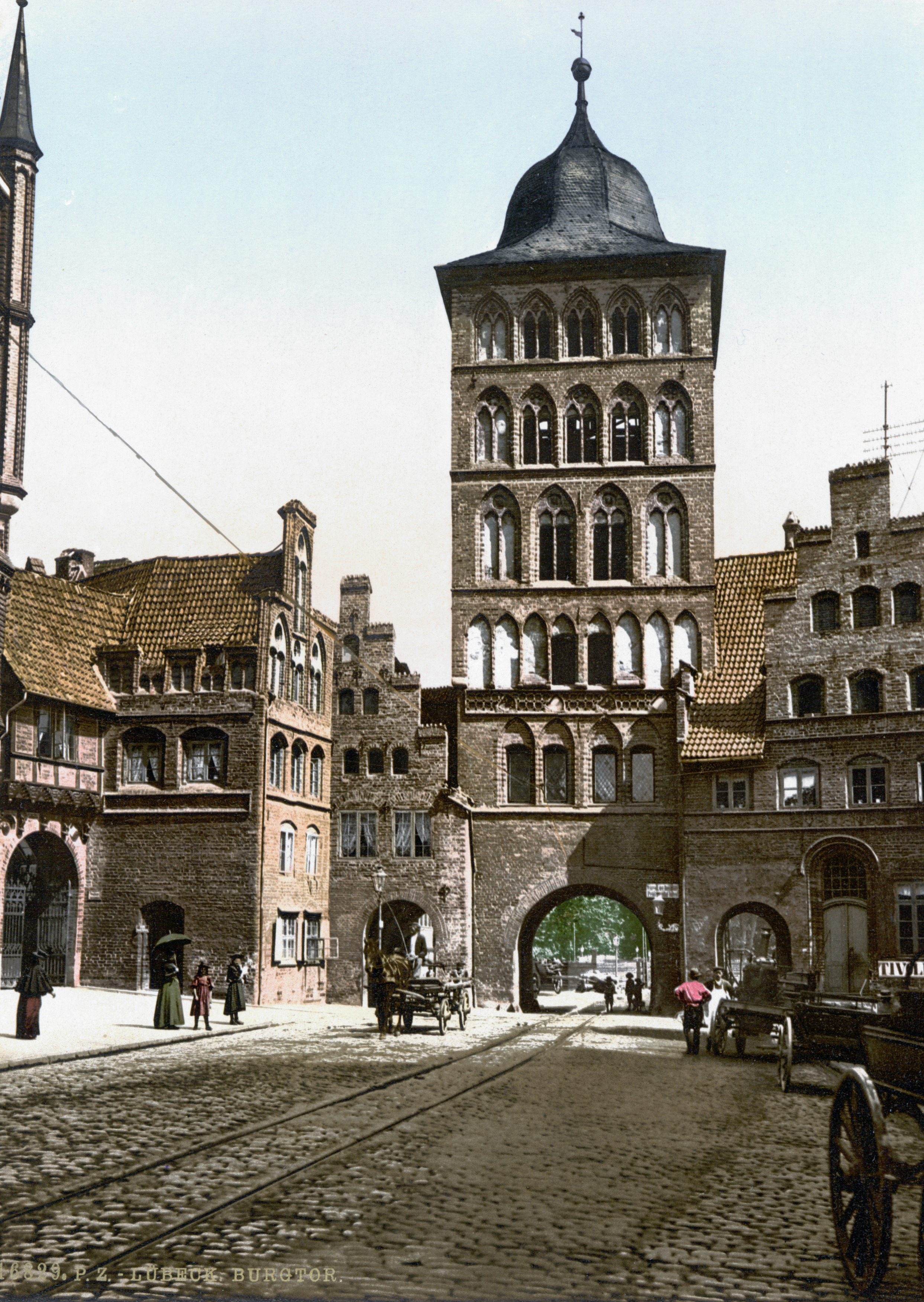
Brama Zamkowa, ok. 1900

Brama Zamkowa w Lubece (niem. Burgtor) – północna brama wjazdowa do miasta Lubeki, jedna z czterech bram miejskiego muru obronnego. Jej nazwa pochodzi od lubeckiego zamku (niem. Lübecker Burg), który w 1227 został zamieniony w klasztor (niem. Burgkloster).
Brama Zamkowa jest jednym z zabytków lubeckiego hanzeatyckiego Starego Miasta, które w 1987 zostało wpisane na listę dziedzictwa kulturowego UNESCO.

## Historia
W przeszłości północnego wjazdu do miasta strzegło umocnienie złożone z trzech bram. Dzisiejsza Brama Zamkowa to wzniesiona w XIII w. brama wewnętrzna dawnej fortyfikacji.
W 1444 brama została podwyższona i udekorowana czarnymi i czerwonymi cegłami. W 1685 barokowa kopuła zastąpiła dotychczasowy gotycki dach. Z obydwu stron bramy zachowały się resztki muru obronnego z 1320.

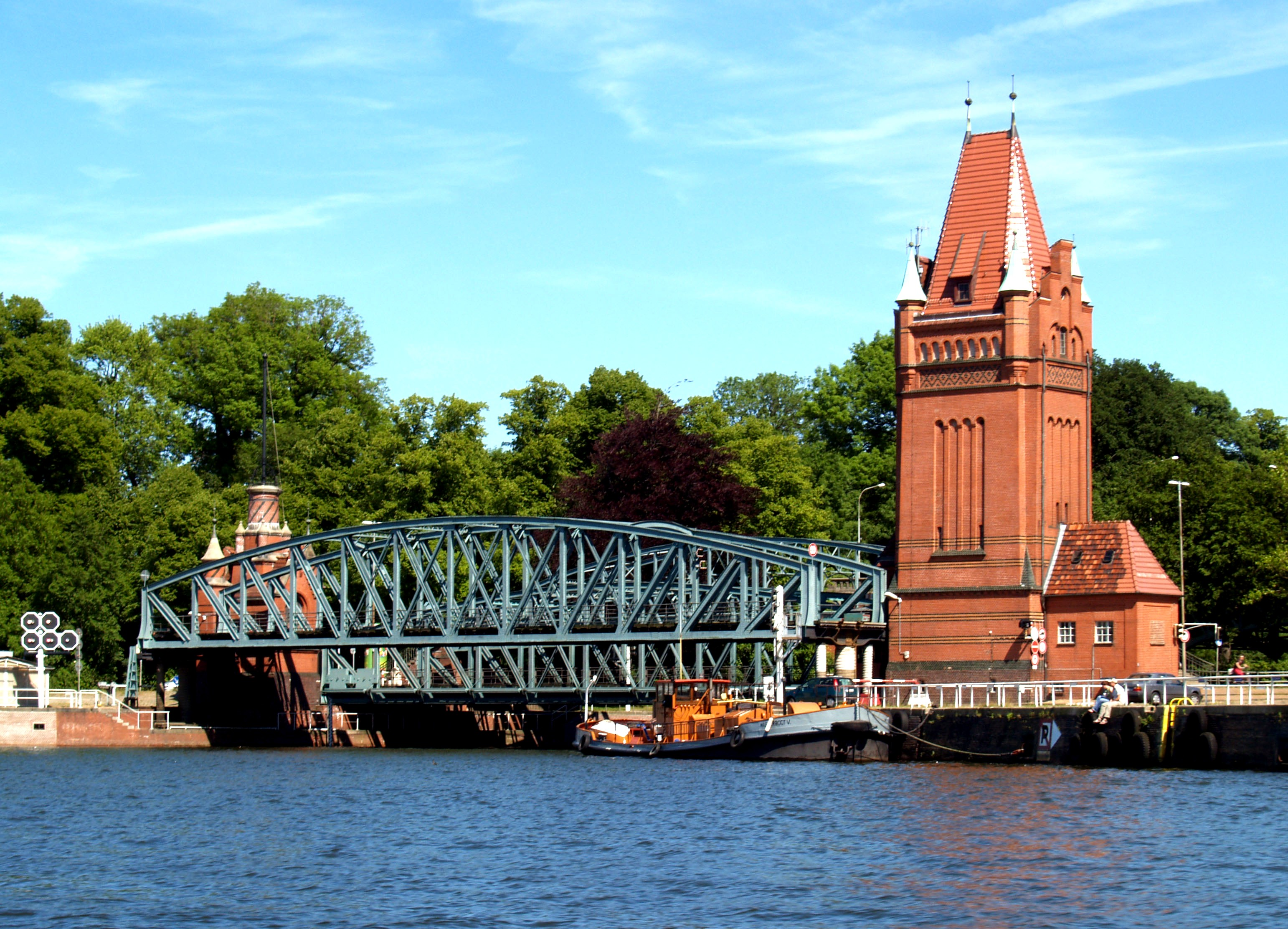
Neogotycki most podnoszony na kanale Łaba-Lubeka poniżej Bramy Zamkowej

W XIX w. lokalny parlament (niem. Bürgerschaft) głosował nad wyburzeniem bramy na wniosek dwunastu collegiów, które widziały w tym miejscu doskonały plac pod zabudowę. Parlament jednogłośnie zadecydował o pozostawieniu Burgtor. Postanowiono jednak wydzielić nowe przejścia pod bramą: w 1850 powstało przejście zachodnie, w 1875 i pod koniec lat 20. XX w. kolejne.
Brama Zamkowa zamykała jedyne dojście lądowe od północy do Großen Burgstraße otwierającej drogę do centrum miasta. Ewentualna obrona tego strategicznego punktu wymagała odpowiednich fortyfikacji. Stąd też grube mury bramy i potężne umocnienia. W 1806 w czasie bitwy pod Lubeką, wskutek błędu obrońców, wojska francuskie wdarły się przez Burgtor do miasta. Wydarzenie to upamiętnia tablica we wschodnim przejściu pod bramą.
Dopiero w trakcie prac nad połączeniem Lubeki z Łabą pod koniec XIX w., przekopano w tym miejscu kanał, nad którym przerzucono most Burgtorbrücke oraz neogotycki most podnoszony. Po drugiej stronie mostu Burgtorbrücke znajdują się kolosalne posągi siedzących lwów dłuta rzeźbiarza Fritza Behna, które tematycznie nawiązują do lwów Christiana Daniela Raucha leżących przed Bramą Holsztyńską.